# Banliang
El banliang va ser la primera moneda unificada de l'imperi xinès, introduïda pel primer emperador Qin Shi Huang al voltant del 210 aC. Era de forma rodona i hi tenia forat quadrat al centre, i en general eren d'un aliatge de coure estany i plom extrets de les planes centrals. Abans d'aquesta data a la Xina s'usaven diverses monedes, en general en forma de ganiveta (diners ganivet) o altres estris, encara que les monedes rodones amb forats quadrats eren de l'estat de Zhou abans que fos extingit per l'Estat de Qin en el 249 aC. El banliang corresponia a mitja unça, o dotze zhu (銖　prop dels 0,67 grams). En general pesava entre deu i sis grams, semblant a l'estatera grega. La normalització monetària amb aquesta moneda rodona va ser part d'un pla més ampli per unificar els pesos, mesures o l'amplada de l'eix durant l'imperi Qin.